# Karmelitinnenkloster Muret
Das Karmelitinnenkloster Muret (auch: Karmelitinnenkloster Toulouse) ist ein Kloster der Karmelitinnen in Muret, Département Haute-Garonne, im Erzbistum Toulouse in Frankreich.

## Geschichte
1616 wurde in der Rue du Périgord Nr. 1 in der Nähe der Basilika Saint-Sernin ein Karmelitinnenkloster gegründet, dessen von 1622 bis 1643 erbaute Kapelle noch heute zu den Sehenswürdigkeiten von Toulouse gehört. 1791 aufgelöst, im 19. Jahrhundert jedoch fortgeführt, wurde der Konvent durch die Dritte Republik von 1905 bis 1921 zum Exil in Spanien gezwungen. 1962 wechselten die Schwestern an den beschaulicheren Ort Muret (Chemin de Lacombe Nr. 67, 20 Kilometer südwestlich Toulouse). Dort nennen sie sich Carmel La Combe Sainte-Marie. Der Konvent zählt rund ein Dutzend Mitglieder.